# Abdullah al-Nefisi
 (février 2020).
Abdullah al-Nefisi (en arabe : عبدالله النفيسي), né en 1945 au Koweït, est un homme politique, commentateur politique et universitaire koweïtien. 
Il est élu député à l'Assemblée nationale du Koweït en 1985,,,,,,,,,.

## Biographie
Al-Nefisi obtient un baccalauréat l'université américaine de Beyrouth en 1967,.
En 1972, il obtient un doctorat en sciences politiques de l'université de Cambridge,,.
Il est élu en 1985 député à l'Assemblée nationale du Koweït. De 1992 à 1996, il est conseiller politique du président de l'Assemblée, Ahmed Al-Sadoun (en).
Il enseigne à l'université du Koweït (en) et à l'université Al Aïn (en) des Émirats arabes unis.
En 2009, il propose de perpétrer une attaque terroriste en utilisant l'anthrax sur le territoire des États-Unis.
En janvier 2020, une cour koweïtienne demande son incarcération pour insultes à l'encontre des Émirats arabes unis. Les propos incriminés sont issus d'un tweet de 2017.

## Ouvrages
- Le rôle des chiites dans le développement politique moderne de l'Irak (thèse de doctorat - Université de Cambridge 1972 - That Al Salasil - Koweït).
- Conflit à Dhofar (1975, Dar Al-Siyasa, Koweït).
- Koweït, The Other Opinion (1978, Taha House - Londres).
- When Islam Rule (1980 Dar Taha - Londres).
- On Sharia Politics (1980 Dar Taha - Koweït).
- Conseil de coopération du Golfe: le cadre stratégique (1982 Dar Taha - Londres).
- Rôle des étudiants dans le travail politique (1986, Union nationale des étudiants koweïtiens - Koweït).
- The Islamic Movement: Gaps in the Road (1986 Dar Al-Rubaian - Kuwait).
- À cheval (1987 Dar Al-Rubaian - Koweït).
- Travail féminin: réalité et aspirations (1987, Dar Al-Rubaian - Koweït).
- Iran and the Gulf, Dialectics of Inclusion and Denonciation (2000, Qurtas House - Koweït).
- Le monde après la bataille de Manhattan, (2001)
- The Western Future (2003 Arab Institution for Studies and Publishing - Beirut).